# Facundo Bagnis
Facundo Bagnis, né le 27 février 1990 à Rosario, est un joueur de tennis professionnel argentin.

## Carrière
Il a remporté 13 tournois Challenger en simple (Barranquilla en 2011, Arad en 2012, Santiago et Cali en 2013, Santiago en 2015, Buenos Aires, Rio de Janeiro, Santiago, Medellin, Campinas et Bogota en 2016, L'Aquila en 2018 et Biella en 2020) et 5 tournois Future.
En 2013, il remporte son premier titre ATP en double avec le Brésilien Thomaz Bellucci au tournoi de Stuttgart.
En 2014, lors du tournoi de Roland-Garros, il sort des qualifications en étant à la 143e place mondiale et réussit l'exploit de battre Julien Benneteau, 45e mondial, en 5 manches au bout de 4 h 27 de jeu sur le score de 6-1, 6-2, 1-6, 3-6, 18-16.
Il sort des qualifications du tournoi de Córdoba en 2024 et réussit un très beau parcours en éliminant l'invité Juan Manuel Cerúndolo (6-4, 6-2), les Espagnols Roberto Carballés Baena (7-6, 6-4) et Jaume Munar (7-5, 6-4) ainsi qu'un autre Argentin en la personne de Federico Coria (6-3, 7-5). Dans une surprenante finale, sa deuxième en carrière, qui le met à l'affiche contre un autre qualifié, l'Italien Luciano Darderi, il s'incline (1-6, 4-6).

## Palmarès

### Finales en simple
| No | Date       | Nom et lieu du tournoi             | Catégorie | Dotation  | Surface      | Vainqueur       | Score          |          |
| -- | ---------- | ---------------------------------- | --------- | --------- | ------------ | --------------- | -------------- | -------- |
| 1  | 08-03-2021 | Chile Dove Men+Care Open, Santiago | ATP 250   | 500 345 $ | Terre (ext.) | Cristian Garín  | 6-4, 6-73, 7-5 | Parcours |
| 2  | 05-02-2024 | Córdoba Open, Córdoba              | ATP 250   | 562 345 $ | Terre (ext.) | Luciano Darderi | 6-1, 6-4       | Parcours |

### Titre en double messieurs
| No | Date       | Nom et lieu du tournoi | Catégorie | Dotation  | Surface      | Partenaire      | Finalistes                        | Score            |          |
| -- | ---------- | ---------------------- | --------- | --------- | ------------ | --------------- | --------------------------------- | ---------------- | -------- |
| 1  | 08-07-2013 | MercedesCup Stuttgart  | ATP 250   | 410 200 € | Terre (ext.) | Thomaz Bellucci | Tomasz Bednarek Mateusz Kowalczyk | 2-6, 6-4, [11-9] | Parcours |

## Parcours dans les tournois duGrand Chelem

### En simple
| Année | Open d'Australie | Open d'Australie | Internationaux de France | Internationaux de France | Wimbledon       | Wimbledon         | US Open         | US Open              |
| ----- | ---------------- | ---------------- | ------------------------ | ------------------------ | --------------- | ----------------- | --------------- | -------------------- |
| 2010  | —                | —                | —                        | —                        | —               | —                 | Q1              | Jesse Witten         |
| 2011  | —                | —                | Q2                       | Antonio Veić             | Q1              | Uladzimir Ignatik | Q1              | Marius Copil         |
| 2012  | Q1               | P.-L. Duclos     | Q1                       | Eduardo Schwank          | —               | —                 | Q2              | Peter Polansky       |
| 2013  | —                | —                | Q1                       | Filippo Volandri         | —               | —                 | Q2              | Ivo Karlović         |
| 2014  | —                | —                | 2e tour (1/32)           | Ernests Gulbis           | —               | —                 | 1er tour (1/64) | P. Kohlschreiber     |
| 2015  | —                | —                | Q2                       | Marco Trungelliti        | 1er tour (1/64) | N. Basilashvili   | Q3              | Alejandro González   |
| 2016  | —                | —                | 2e tour (1/32)           | Rafael Nadal             | 1er tour (1/64) | Benjamin Becker   | 1er tour (1/64) | Márcos Baghdatís     |
| 2017  | 1er tour (1/64)  | Daniel Evans     | Q1                       | Nicolás Jarry            | 1er tour (1/64) | Radu Albot        | Q2              | A. Menéndez-Maceiras |
| 2018  | Q1               | Zsombor Piros    | Q2                       | Elias Ymer               | Q1              | Viktor Galović    | 1er tour (1/64) | Gaël Monfils         |
| 2019  | Q1               | Tobias Kamke     | Q1                       | Go Soeda                 | Q1              | Viktor Galović    | Q2              | Mikael Ymer          |
|       |                  |                  |                          |                          |                 |                   |                 |                      |
| 2021  | —                | —                | 2e tour (1/32)           | Jan-Lennard Struff       | 1er tour (1/64) | Miomir Kecmanović | 3e tour (1/16)  | B. van de Zandschulp |
| 2022  | 1er tour (1/64)  | Cristian Garín   | 1er tour (1/64)          | Daniil Medvedev          | 1er tour (1/64) | Dennis Novak      | 1er tour (1/64) | Sebastian Korda      |
| 2023  | 1er tour (1/64)  | Daniel Evans     | —                        | —                        | —               | —                 | —               | —                    |

N.B. : à droite du résultat se trouve le nom de l'ultime adversaire.

### En double messieurs
| Année | Open d'Australie                                                                       | Open d'Australie                                                                          | Internationaux de France                                                           | Internationaux de France                                                                | Wimbledon                                                                                     | Wimbledon                                                                              | US Open | US Open |
| ----- | -------------------------------------------------------------------------------------- | ----------------------------------------------------------------------------------------- | ---------------------------------------------------------------------------------- | --------------------------------------------------------------------------------------- | --------------------------------------------------------------------------------------------- | -------------------------------------------------------------------------------------- | ------- | ------- |
| 2014  | —                                                                                      | —                                                                                         | 1er tour (1/32) F. Delbonis \|\| style="text-align:left;" \| P. Cuevas H. Zeballos | —                                                                                       | —                                                                                             | —                                                                                      | —       |         |
|       |                                                                                        |                                                                                           |                                                                                    |                                                                                         |                                                                                               |                                                                                        |         |         |
| 2017  | 1er tour (1/32) F. Delbonis \|\| style="text-align:left;" \| Brian Baker Nikola Mektić | 1er tour (1/32) A. Ramos-Viñolas \|\| style="text-align:left;" \| A. Molteni A. Shamasdin | —                                                                                  | —                                                                                       | —                                                                                             | —                                                                                      |         |         |
|       |                                                                                        |                                                                                           |                                                                                    |                                                                                         |                                                                                               |                                                                                        |         |         |
| 2021  | —                                                                                      | —                                                                                         | —                                                                                  | —                                                                                       | 1er tour (1/32) A. Ramos-Viñolas \|\| style="text-align:left;" \| P.-H. Herbert Nicolas Mahut | 1er tour (1/32) F. Delbonis \|\| style="text-align:left;" \| M. Granollers H. Zeballos |         |         |
| 2022  | 1er tour (1/32) F. Delbonis \|\| style="text-align:left;" \| Nikola Mektić Mate Pavić  | —                                                                                         | —                                                                                  | 1er tour (1/32) D. Schwartzman \|\| style="text-align:left;" \| W. Koolhof Neal Skupski | —                                                                                             | —                                                                                      |         |         |
| 2023  | 1er tour (1/32) R. Galloway \|\| style="text-align:left;" \| M. Polmans A. Popyrin     | —                                                                                         | —                                                                                  | —                                                                                       | —                                                                                             | —                                                                                      | —       |         |

N.B. : le nom du partenaire se trouve sous le résultat ; les noms des ultimes adversaires se trouvent à droite.

## Parcours dans lesMasters 1000
| Année | Indian Wells      | Miami              | Monte-Carlo | Madrid            | Rome               | Canada            | Cincinnati | Shanghai | Paris |
| ----- | ----------------- | ------------------ | ----------- | ----------------- | ------------------ | ----------------- | ---------- | -------- | ----- |
| 2017  | 2e tour A. Zverev | 1er tour J. Chardy | —           | —                 | —                  | —                 | —          | —        | —     |
|       |                   |                    |             |                   |                    |                   |            |          |       |
| 2020  | n.o.              | n.o.               | n.o.        | n.o.              | 1er tour A. Rublev | n.o.              | —          | n.o.     | —     |
| 2021  | 1er tour E. Gómez | —                  | —           | —                 | —                  | —                 | —          | n.o.     | —     |
| 2022  | 2e tour L. Harris | 1er tour L. Harris | —           | —                 | —                  | —                 | —          | n.o.     | —     |
| 2023  | —                 | 2e tour C. Alcaraz | —           | —                 | —                  | —                 | —          | —        | —     |
| 2024  | —                 | —                  | —           | 2e tour A. Rublev | —                  | 2e tour N. Borges | —          | —        | —     |
| 2025  | —                 | —                  | —           | —                 | —                  | 2e tour N. Borges | —          |          |       |

N.B. : sous le résultat se trouve le nom de l’ultime adversaire.

## Classements ATP en fin de saison
| Année          | 2007 | 2008 | 2009 | 2010 | 2011 | 2012 | 2013 | 2014 | 2015 | 2016 | 2017 | 2018 | 2019 | 2020 | 2021 | 2022 | 2023 | 2024 |
| Rang en simple | 1016 | 596  | 360  | 259  | 151  | 239  | 123  | 125  | 141  | 56   | 183  | 161  | 138  | 125  | 76   | 90   | 242  | 144  |
| Rang en double | 736  | 643  | 338  | 410  | 227  | 160  | 107  | 106  | 242  | 166  | 162  | 231  | 216  | 232  | 247  | 571  | –    | –    |

Source : (en) Classements de Facundo Bagnis sur le site officiel de la Fédération internationale de tennis